# Escuela literaria de Tarnovo

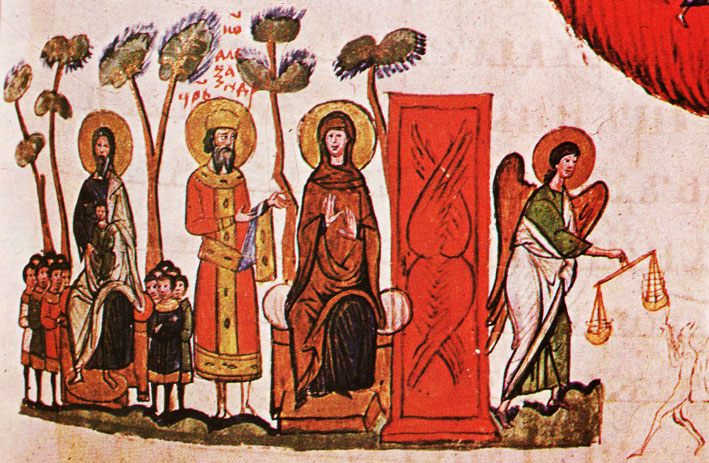
Una de las 366 miniaturas de los Evangelios de Iván Alejandro – uno de los trabajos más famosos de la escuela literaria de Tárnovo.

La escuela literaria de Tárnovo (en búlgaro: Търновска книжовна школа) a finales del siglo XIV y principios del XV fue una de las principales academias culturales medievales búlgaras con una importante contribución a la literatura medieval búlgara establecida en la capital búlgara Veliko Tárnovo. Ella fue parte de la escuela artística de Tárnovo que era característica de la cultura del Segundo Imperio búlgaro.
Con la reforma ortográfica de San Eutimio de Tárnovo y prominentes representantes como Gregorio Tsamblak o Constantino de Kostenets la escuela influenció en la cultura medieval rusa, serbia, valaca y moldava. Esto es conocido en Rusia como la «segunda influencia meridional eslava».